# Morti nel 1971/Marzo
| Questa pagina contiene informazioni ricavate automaticamente dalle voci biografiche con l'ausilio del template Bio e di un bot. L'aggiornamento è periodico e automatico e ricostruisce completamente la pagina. Se manca una persona in questa lista, sei pregato di non aggiungerla, ma accertati piuttosto che la sua voce biografica contenga il template Bio e che i dati anagrafici siano correttamente compilati. Se il template Bio manca, inseriscilo tu stesso o, in alternativa, metti l'avviso {{tmp\|Bio}} che ne segnala la mancanza. Se i dati riportati sono sbagliati, correggi direttamente la voce biografica; le modifiche saranno visibili in questa lista entro pochi giorni. Per chiarimenti vedi il progetto biografie. La lista contiene solo le 74 persone che sono citate nell'enciclopedia e per le quali è stato implementato correttamente il template Bio. Pagina aggiornata al 3 mar 2024. |

- 1º marzo - František Hrubín, poeta e scrittore ceco (n. 1910)
- 1º marzo - Izol'da Vasil'evna Izvickaja, attrice sovietica (n. 1932)
- 1º marzo - Bernardo Mattarella, politico italiano (n. 1905)
- 1º marzo - Clayton Rawson, scrittore statunitense (n. 1906)
- 2 marzo - Rita Jolivet, attrice britannica (n. 1890)
- 3 marzo - Alfred Desenclos, compositore francese (n. 1912)
- 3 marzo - Nani Grassetto, imprenditore italiano (n. 1910)
- 3 marzo - Victor Leemans, politico belga (n. 1901)
- 3 marzo - Gabino Sosa, calciatore argentino (n. 1899)
- 5 marzo - Jean Grenier, filosofo e scrittore francese (n. 1898)
- 5 marzo - Winnie Lightner, attrice e cantante statunitense (n. 1899)
- 5 marzo - Allan Nevins, storico e giornalista statunitense (n. 1890)
- 6 marzo - Aldovino Fora, politico italiano (n. 1883)
- 7 marzo - Alberto Castelli, arcivescovo cattolico, critico letterario e traduttore italiano (n. 1907)
- 7 marzo - Émile Hamilius, calciatore lussemburghese (n. 1897)
- 7 marzo - Richard Montague, matematico e filosofo statunitense (n. 1930)
- 7 marzo - Stevie Smith, poetessa e scrittrice inglese (n. 1902)
- 7 marzo - Orvar Trolle, nuotatore svedese (n. 1900)
- 8 marzo - Harold Lloyd, attore, regista e produttore cinematografico statunitense (n. 1893)
- 8 marzo - Carlo Maria Pintacuda, pilota automobilistico italiano (n. 1900)
- 9 marzo - K. Asif, regista, sceneggiatore e produttore cinematografico indiano (n. 1922)
- 9 marzo - Anthony Berkeley Cox, scrittore britannico (n. 1893)
- 9 marzo - Cirillo VI di Alessandria, vescovo cristiano orientale egiziano (n. 1902)
- 9 marzo - Juan Guedes, calciatore spagnolo (n. 1942)
- 9 marzo - Karl Schulz, calciatore tedesco (n. 1901)
- 9 marzo - Karl Schulz, calciatore tedesco (n. 1905)
- 10 marzo - Jean Follain, poeta e scrittore francese (n. 1903)
- 10 marzo - Montagu Stopford, generale britannico (n. 1892)
- 11 marzo - Lorenzo Valerio Bona, calciatore e dirigente d'azienda italiano (n. 1894)
- 11 marzo - Charlie Dunbar Broad, filosofo e storico inglese (n. 1887)
- 11 marzo - Walter Bryan Emery, egittologo britannico (n. 1902)
- 11 marzo - Philo Farnsworth, inventore statunitense (n. 1906)
- 11 marzo - Llewellyn Woodward, storico britannico (n. 1890)
- 12 marzo - Elliot Adams, scienziato statunitense (n. 1888)
- 12 marzo - David Burns, attore e cantante statunitense (n. 1902)
- 12 marzo - Roy Glenn, attore statunitense (n. 1914)
- 12 marzo - Tor Johnson, attore e wrestler svedese (n. 1903)
- 13 marzo - Evasio Colli, arcivescovo cattolico italiano (n. 1883)
- 13 marzo - Rockwell Kent, pittore e illustratore statunitense (n. 1882)
- 14 marzo - Carlo Butti, dirigente sportivo, multiplista e discobolo italiano (n. 1891)
- 15 marzo - Jean-Pierre Monseré, ciclista su strada e pistard belga (n. 1948)
- 16 marzo - Bebe Daniels, attrice, cantante e ballerina statunitense (n. 1901)
- 16 marzo - Thomas E. Dewey, politico statunitense (n. 1902)
- 17 marzo - Vittorio Bosco Lucarelli, politico italiano (n. 1888)
- 18 marzo - Karl Klingler, violinista, compositore e insegnante tedesco (n. 1879)
- 19 marzo - James Beckett, pallanuotista irlandese (n. 1884)
- 19 marzo - Hans Walter Imhoff, calciatore svizzero (n. 1886)
- 20 marzo - Hallam Cooley, attore statunitense (n. 1895)
- 20 marzo - Joseph Delvecchio, calciatore francese (n. 1885)
- 20 marzo - Brice Parain, filosofo francese (n. 1897)
- 20 marzo - Alfredo Zardini,  italiano (n. 1931)
- 21 marzo - Peretz Bernstein, politico e pubblicista israeliano (n. 1890)
- 21 marzo - Peter Carpenter, aviatore britannico (n. 1891)
- 21 marzo - Kyūya Fukada, alpinista e scrittore giapponese (n. 1903)
- 22 marzo - Martin Bodmer, collezionista d'arte e filantropo svizzero (n. 1899)
- 22 marzo - Nella Walker, attrice statunitense (n. 1886)
- 23 marzo - Basil Dearden, regista, sceneggiatore e produttore cinematografico britannico (n. 1911)
- 23 marzo - Simon Vestdijk, scrittore olandese (n. 1898)
- 23 marzo - Gerhard Wolf, politico tedesco (n. 1896)
- 24 marzo - Arne Jacobsen, architetto e designer danese (n. 1902)
- 24 marzo - Yasui Kono, biologa, biochimica e botanica giapponese (n. 1880)
- 24 marzo - Uberto Salvatore d'Asburgo-Lorena, nobile austriaco (n. 1894)
- 25 marzo - Thomas Barth, mineralogista norvegese (n. 1899)
- 25 marzo - Maurice Meyer, calciatore francese (n. 1892)
- 27 marzo - Albin Grau, artista, architetto e esoterista tedesco (n. 1884)
- 27 marzo - Otto Höss, calciatore austriaco (n. 1902)
- 28 marzo - Robert Hunter, golfista statunitense (n. 1886)
- 28 marzo - Otto Laporte, fisico tedesco (n. 1902)
- 29 marzo - Luigi Pirotta, attivista italiano (n. 1900)
- 29 marzo - Hermann zu Leiningen, pilota automobilistico tedesco (n. 1901)
- 30 marzo - Werner Peters, attore tedesco (n. 1918)
- 30 marzo - Hardan al-Tikriti, generale, politico e diplomatico iracheno (n. 1924)
- 31 marzo - Michael Browne, cardinale e arcivescovo cattolico irlandese (n. 1887)
- 31 marzo - William Youden, statistico australiano (n. 1900)